# Nepalese mohur
De Nepalese mohur was de voormalige munteenheid van Nepal van de tweede helft van de 17e eeuw tot 1932. Er werden gouden en zilveren mohurs geslagen, elk verdeeld in 128 dammen. Er werden ook koperen dammen geslagen. De gelijkwaardigheid was 4 dammen = 1 paisa. De waarden van koper, goud en zilver waren relatief van het ene metaal tot het andere en werden pas in 1903 vastgesteld. Dat jaar werd de zilveren mohur de basisvaluta van het systeem en werd deze verdeeld in 50 paise. In 1932 werd de Nepalese mohur vervangen door de Nepalese roepie, ook wel bekend als mohru.